# Tesco-busz (Budapest, 2004–2007)
A budapesti Tesco-busz Kispest, Határ út metróállomás és Tesco Pesterzsébet között közlekedett. A vonalat a Budapesti Közlekedési Zrt. üzemeltette.

## Története
2004. március 3-ától autóbuszjárat közlekedett Tesco-busz néven a pesterzsébeti Tesco áruház és a Havanna-lakótelep (Margó Tivadar utca) között. 2007. május 2-ától a kispesti Határ útig hosszabbították, illetve egy kitérőt tett a Gloriett lakótelep felé, részben pótolva a megszűnő Gloriett-buszt, üzemidejét pedig jelentősen megnövelték.
2008. július 15-én járt utoljára, mert a Tesco áruház nem hosszabbította meg a szerződést.

## Útvonala
| Tesco Pesterzsébet felé | Kispest, Határ út felé |
| --- | --- |
| Kispest, Határ út vá. – Szervizút – Kőér utca – Üllői út – Margó Tivadar utca – Kele utca – Méta utca – felüljáró – Szentlőrinci út – Tesco szervizút – Tesco Pesterzsébet vá. | Tesco Pesterzsébet vá. – Tesco szervizút – Szentlőrinci út – felüljáró – Méta utca – Ipacsfa utca – Tövishát utca – Goroszló utca – Kele utca – Kinizsi Pál utca – Barta Lajos utca – Csapó utca – Darányi Ignác utca – Üllői út – Kispest, Határ út vá. |

## Megállóhelyei
| Tesco (Margó Tivadar utca – Tesco Pesterzsébet) | Tesco (Margó Tivadar utca – Tesco Pesterzsébet) | Tesco (Margó Tivadar utca – Tesco Pesterzsébet) | Tesco (Margó Tivadar utca – Tesco Pesterzsébet) | Tesco (Margó Tivadar utca – Tesco Pesterzsébet) | Tesco (Margó Tivadar utca – Tesco Pesterzsébet) | Tesco (Margó Tivadar utca – Tesco Pesterzsébet)               | Tesco (Margó Tivadar utca – Tesco Pesterzsébet) |
| Tesco (Kispest, Határ út – Tesco Pesterzsébet)  | Tesco (Kispest, Határ út – Tesco Pesterzsébet)  | Tesco (Kispest, Határ út – Tesco Pesterzsébet)  | Tesco (Kispest, Határ út – Tesco Pesterzsébet)  | Tesco (Kispest, Határ út – Tesco Pesterzsébet)  | Tesco (Kispest, Határ út – Tesco Pesterzsébet)  | Tesco (Kispest, Határ út – Tesco Pesterzsébet)                | Tesco (Kispest, Határ út – Tesco Pesterzsébet)  |
| Perc (↓)                                        | Perc (↓)                                        | Megállóhely                                     | Perc (↑)                                        | Perc (↑)                                        | Átszállási kapcsolatok                          | Átszállási kapcsolatok                                        |                                                 |
| 2004                                            | 2008                                            | Megállóhely                                     | 2004                                            | 2008                                            | a járat indításakor (2004)                      | a járat megszűnésekor (2008)                                  |                                                 |
| ----------------------------------------------- | ----------------------------------------------- | ----------------------------------------------- | ----------------------------------------------- | ----------------------------------------------- | ----------------------------------------------- | ------------------------------------------------------------- | ----------------------------------------------- |
| ∫                                               | 0                                               | Kispest, Határ út végállomás (2008)             | ∫                                               | 30                                              | Nem érintette                                   | 66, 66, 84, 89, 94, 94E, 123, 154, 154A, 154B, 194 42, 50, 52 |                                                 |
| ∫                                               | 2                                               | Kispest, Határ út                               | ∫                                               | ∫                                               | Nem érintette                                   | 66, 66, 84, 89, 94, 94E, 123, 154, 154A, 154B, 194 42, 50, 52 |                                                 |
| ∫                                               | 4                                               | Corvin körút (↓) Nyáry Pál utca (↑)             | ∫                                               | 28                                              | Nem érintette                                   | 50                                                            |                                                 |
| ∫                                               | 5                                               | Lehel utca                                      | ∫                                               | 27                                              | Nem érintette                                   | 50                                                            |                                                 |
| ∫                                               | 7                                               | Kispest, Kossuth tér                            | ∫                                               | 26                                              | Nem érintette                                   | 48, 51, 68, 93, 151 50                                        |                                                 |
| ∫                                               | 8                                               | Fő utca                                         | ∫                                               | 25                                              | Nem érintette                                   | 93 50                                                         |                                                 |
| ∫                                               | 9                                               | Kossuth Lajos utca (↓) Táncsics Mihály utca (↑) | ∫                                               | 24                                              | Nem érintette                                   | 93 50                                                         |                                                 |
| ∫                                               | 11                                              | Villanytelep                                    | ∫                                               | 23                                              | Nem érintette                                   | 50                                                            |                                                 |
| ∫                                               | 12                                              | Lajosmizsei sorompó                             | ∫                                               | 22                                              | Nem érintette                                   | 36, 93 50                                                     |                                                 |
| ∫                                               | 14                                              | Tinódi utca (↓) Ferenc utca (↑)                 | ∫                                               | 20                                              | Nem érintette                                   | 50                                                            |                                                 |
| ∫                                               | ∫                                               | Bethlen utca                                    | ∫                                               | 19                                              | Nem érintette                                   | 93, 136 50                                                    |                                                 |
| 0                                               | 16                                              | Margó Tivadar utca végállomás (2004–2007)       | 15                                              | ∫                                               | 93, 136 50                                      | 93, 136 50                                                    |                                                 |
| 1                                               | 17                                              | Havanna utca                                    | ∫                                               | ∫                                               | 136                                             | 136                                                           |                                                 |
| 2                                               | 18                                              | Baross utca                                     | ∫                                               | ∫                                               | 19, 36, 136                                     | 19, 36, 136                                                   |                                                 |
| 3                                               | 19                                              | Kinizsi Pál utca                                | ∫                                               | ∫                                               | 136                                             | 136                                                           |                                                 |
| ∫                                               | ∫                                               | Dembinszky utca                                 | 13                                              | 17                                              | 136                                             | 136                                                           |                                                 |
| ∫                                               | ∫                                               | Vörösmarty Mihály utca                          | 12                                              | 16                                              | 136                                             | 136                                                           |                                                 |
| ∫                                               | ∫                                               | Kondor Béla sétány                              | 11                                              | 14                                              | 136                                             | 136                                                           |                                                 |
| ∫                                               | ∫                                               | Barta Lajos utca                                | 10                                              | 13                                              | 136                                             | 136                                                           |                                                 |
| ∫                                               | ∫                                               | Fiatalság utca                                  | 9                                               | 12                                              | 19, 136                                         | 19, 136                                                       |                                                 |
| 4                                               | 20                                              | Szent Lőrinc-telep                              | 8                                               | 11                                              | 19, 194, Gloriett                               | 19, 194                                                       |                                                 |
| ∫                                               | ∫                                               | Kele utca                                       | ∫                                               | 10                                              | Nem érintette                                   | 19, 194                                                       |                                                 |
| ∫                                               | ∫                                               | Gloriett lakótelep                              | ∫                                               | 9                                               | Nem érintette                                   | 194                                                           |                                                 |
| ∫                                               | ∫                                               | Tövishát utca                                   | ∫                                               | 8                                               | Nem érintette                                   | 194                                                           |                                                 |
| 5                                               | 22                                              | Ipacsfa utca                                    | 7                                               | ∫                                               | 19, 194                                         | 19, 194                                                       |                                                 |
| 6                                               | 23                                              | Besence utca                                    | 6                                               | 6                                               | 19, 194                                         | 19, 194                                                       |                                                 |
| 7                                               | 25                                              | Zádor utca                                      | 5                                               | 5                                               | 19                                              | 19                                                            |                                                 |
| 9                                               | 27                                              | Nagykőrösi út                                   | 4                                               | 4                                               | 19, 54, 54, Auchan                              | 19, 54, 55, 84, 89, 94, 94E, 254                              |                                                 |
| 13                                              | 31                                              | Tesco Pesterzsébet végállomás                   | 0                                               | 0                                               | 19, Gloriett                                    | 19                                                            |                                                 |